# Raúl Conti
Raúl Conti (Pergamino, 5 de febrero de 1928) es un futbolista argentino que se desempeñaba como centrocampista.

## Clubes
| Club              | País      | Año         |
| ----------------- | --------- | ----------- |
| Racing Club       | Argentina | 1948 - 1950 |
| River Plate       | Argentina | 1951        |
| Torino FC         | Italia    | 1951        |
| AS Monaco FC      | Francia   | 1951 - 1956 |
| Juventus de Turín | Italia    | 1956 - 1957 |
| Atalanta BC       | Italia    | 1957 - 1958 |
| AS Bari           | Italia    | 1958 - 1962 |